# Pietro Mascagni
Pietro Antonio Stefano Mascagni (1863-1945) là nhà soạn nhạc, nhạc trưởng người Ý. Ông là một trong những đại biểu xuất sắc của trường phái opera Ý hiện thực cuối thế kỷ XIX.

## Cuộc đời và sự nghiệp
Pietro Mascagni học âm nhạc tại Nhạc viện Milan trong các năm 1882-1884 và có các tác phẩm giao hưởng và hợp xướng được biểu diễn. Sau đó, Mascagni rời bỏ nhạc viện để đi lưu diễn cùng một gánh opera. Trong gánh này, ông trở thành nhạc trưởng. Tiếp theo, ông cư trú tại Cerignola, dạy piano và sáng tác. Tác phẩm nổi bật lúc này là vở opera 1 màn Cavalleria rusticana. Tác phẩm đã giành được giải nhất trong cuộc thi do Nhà xuất bản Sonzono tài trợ tổ chức, khiến tác giả của nó trở nên nổi tiếng (chỉ trong hơn 40 năm tác phẩm được trình diễn tới 13000 lần trên sân khấu nhiều quốc gia).

## Phong cách âm nhạc
Pietro Mascagni cùng với Ruggiero Leoncavallo sáng lập trào lưu âm nhạc hiện thực (tiếng Ý: versimo). Lĩnh vực sáng tác chủ yếu của Mascagni là opera. Trong những tá phẩm xuất sắc nhất, Mascagni đã thể hiện sự chân thực trong miêu tả tình cảm, ngôn ngữ âm nhạc dễ hiểu, mang nhiều tính sân khấu.

## Các sáng tác
Pietro Mascagni đã sáng tác:
17 vở opera, đáng chú ý có:
Guglielmo Ratcliff (1885)
Cavalleria rusticana (1890)
Iris (1898)
Các bản cantata, mixa
Các tác phẩm thính phòng

## Danh mục tác phẩm

### Operas
- Cavalleria rusticana (ngày 17 tháng 5 năm 1890 Teatro Costanzi, Rome) - libretto Lưu trữ ngày 1 tháng 10 năm 2002 tại Wayback Machine, libretto Lưu trữ ngày 9 tháng 2 năm 2005 tại Wayback Machine
- L'amico Fritz (ngày 31 tháng 10 năm 1891 Teatro Costanzi, Rome) - libretto Lưu trữ ngày 9 tháng 2 năm 2005 tại Wayback Machine
- I Rantzau (ngày 10 tháng 11 năm 1892 Teatro La Pergola, Florence)
- Guglielmo Ratcliff (ngày 16 tháng 2 năm 1895 Teatro alla Scala, Milan), composed between 1885 and the early 1890s - libretto Lưu trữ ngày 12 tháng 5 năm 2009 tại Wayback Machine
- Silvano (ngày 25 tháng 3 năm 1895 Teatro alla Scala, Milan)
- Zanetto (ngày 2 tháng 3 năm 1896 Liceo Musicale, Pesaro) - libretto Lưu trữ ngày 11 tháng 2 năm 2005 tại Wayback Machine
- Iris (ngày 22 tháng 11 năm 1898 Teatro Costanzi, Rome) - libretto Lưu trữ ngày 9 tháng 2 năm 2005 tại Wayback Machine
- Le maschere (ngày 17 tháng 1 năm 1901 Teatro Carlo Felice, Genoa - Teatro Regio, Turin - Teatro alla Scala, Milan - Teatro La Fenice, Venice - Teatro Filarmonico, Verona - Teatro Costanzi, Rome)
- Amica (ngày 16 tháng 3 năm 1905, Monte Carlo, in French) - Italian libretto Lưu trữ ngày 9 tháng 2 năm 2005 tại Wayback Machine
- Isabeau (ngày 2 tháng 6 năm 1911 Teatro Coliseo, Buenos Aires)
- Parisina (ngày 15 tháng 12 năm 1913 Teatro alla Scala, Milan) - libretto Lưu trữ ngày 15 tháng 12 năm 2004 tại Wayback Machine
- Lodoletta (ngày 30 tháng 4 năm 1917 Teatro Costanzi, Rome) - libretto Lưu trữ ngày 11 tháng 2 năm 2005 tại Wayback Machine
- Il piccolo Marat (ngày 2 tháng 5 năm 1921 Teatro Costanzi, Rome)
- Pinotta (ngày 23 tháng 3 năm 1932 Casinò, San Remo), adapted from the cantata In filanda (1881)
- Nerone (ngày 16 tháng 1 năm 1935 Teatro alla Scala, Milan), with music written between the 1890s and the 1930s

### Operetta
- Sì (ngày 13 tháng 12 năm 1919 Teatro Quirino, Rome)

### Nhạc tôn giáo
- Messa di Gloria in F major for soloists, chorus and orchestra

### Nhạc dàn
- A Giacomo Leopardi, cantata for voice (soprano) and orchestra (ngày 19 tháng 6 năm 1898, Teatro Persiani, Recanati)
- Il re a Napoli, romanza for tenor and orchestra (ngày 18 tháng 3 năm 1885 Teatro Municipale, Cremona)

### Các công trình dự định
Trong suốt sự nghiệp lâu dài của mình, Mascagni dự tính viết nhiều vở opera. Sau đây là một danh sách đầy đủ của các dự án như vậy, mà không bao giờ được thực hiện:
- Zilia, probably on a libretto by Felice Romani (c. 1877)
- Scampolo, probably on a libretto by Dario Niccodemi (c. 1921)
- I Bianchi ed i Neri, on a libretto by Mario Ghisalberti (c. 1938)